# فيت/إكسترا لاست إنكور
فيت/إكسترا لاست إنكور (Feito/ekusutora Rasuto Ankōru フェイト/エクストラ ラストアンコール)
هو أنمي ياباني إنتاج سنة 2018 مقتبس من اللعبة التي تحمل نفس الاسم. الأنمي من إنتاج شركة شافت ويتم عرضه حاليا منذ 28 يناير 2018.

## حبكة
يستيقظ هاكونو كيشينامي في عالم افتراضي دون ذكريات عن ماضيه ويجد نفسه في لعبة يجبر فيها على القتال في حرب على البقاء وهو لايعلم عنها شيئا.تركز هذه الحرب عل جائزة تمنح أمنية واحدة، ويحصل على خادم. هاكونو سيكون في مواجهة المنبوذين وكذلك أصدقائه في صراع الموت. يسعى هاكونو للحصول الجائزة التي تعرف ب'الكأس المقدسة' وإجابات عن حقيقة هويته.

## الشخصيات

### الأسياد
هاكونو كيشينامي (Kishinami Hakuno 岸浪 ハクノ)
أداء صوتي: أتسشي أبيه
رين توساكا (Tōhsaka Rin 遠坂 リン)
أداء صوتي: كانا أويدا
ليوناردو بيستارو هارواي (Reonarudo Bisutario Hāwei レオナルド・ビスタリオ・ハーウェイ)
أداء صوتي: رومي باكو
شينجي ماتو (Matō Shinji 間桐 シンジ)
أداء صوتي: هيروشي كاميا
دان بلاكمور (Dan Burakkumoa ダン・ブラックモア)
أداء صوتي: موغيهيتو
أليس (Arisu ありす)
أداء صوتي: أي نوناكا

### الخدم
سايبر (Seibā セイバー)
أداء صوتي: ساكورا تانغي
رايدر (Raidā ライダー)
أداء صوتي: أورارا تاكانو
آرتشر (Āchā アーチャー)
أداء صوتي: كوسكي توريومي
كاستر (Kyasutā キャスター)
أداء صوتي: أي نوناكا
بارسركر (Bāsākā バーサーカー)
أداء صوتي: كونيهيكو ياسوي
سايبر (Seibā セイバー)
أداء صوتي: تاكاهيرو ميزوشيما
سايفر (Seivā セイヴァー)
أداء صوتي: 

### أخرون
ميساو أماري (Amari Misao 尼里 ミサオ)
أداء صوتي: أياكا إيمامورا
توأم بيسمان (Towaisu Eichi Pīsuman トワイス・H・ピースマン )
أداء صوتي: هيروكي توتشي
ساكورا ماتو (Matō Sakura 間桐 桜)
أداء صوتي: نوريكو شيتايا
راني (VIII Rani Eito ラニ)
أداء صوتي: أسامي سانادا

## أنمي
الأنمي يتم بثه حاليا في شبكات Tokyo MX، Gunma TV، BS11وMBS.
أغنية البداية 'bright burning shout'من تلحين تاكانوري نيشيكاوا والنهاية 'tsukito hanabe' من تلحين سايوري.
| رقم الحلقة | عنوان الحلقة | تاريخ العرض الأصلي |
| ---------- | --- | ------------------ |
| 1          | «الكذب في الجزء السفلي من ليمبو أولدن-بريتريتوس ليمبوس فوراغو-» "Ima wa kyū kin goku no soko -pureteritto~usu rinbusu vorāgo-" (今は旧き辺獄の底 -プレテリトゥス・リンブス・ヴォラーゴ-) | 28 يناير 2018      |
| 2          | «مرحلة الموت -وجه الميت-» "Shisō ― deddofeisu" (死相 -デッドフェイス-) | 4 فبراير 2018      |
| 3          | «ليلة العاصفة والغزالة الذهبية -الصيد الذهبي-» "Kogane shika to arashi no yoru ―gōruden wairudohanto―" (黄金鹿と嵐の夜 -ゴールデン・ワイルドハント-)                                     | 11 فبراير 2018     |
| 4          | «الملك المجهول -لا وجه للملك-» "Kao no nai ō ―nōfeisu meikingu―" (顔の無い王 -ノーフェイス・メイキング-)                                                                                 | 18 فبراير 2018     |
| 5          | «قوس الصلاة -قوس اليو-» "Inori no yumi ―ī bau―" (祈りの弓 ―イー・バウ―) | 25 فبراير 2018     |

## مواقع خارجية
- الموقع الرسمي
- فيت/إكسترا لاست إنكور على موقع IMDb (الإنجليزية)
- فيت/إكسترا لاست إنكور على موقع روتن توميتوز (الإنجليزية)
- فيت/إكسترا لاست إنكور على موقع نتفليكس (الإنجليزية)
- فيت/إكسترا لاست إنكور على موقع كينوبويسك (الروسية)
- فيت/إكسترا لاست إنكور على موقع قاعدة بيانات الفيلم (الإنجليزية)
- فيت/إكسترا لاست إنكور على موقع ANN anime (الإنجليزية)